# Miao Jinqing
Miao Jinqing (苗晉卿) (685–765), conhecido pelo nome de cortesia Yuanfu (元輔), formalmente intitulado Duque Wenzhen de Han (韓文貞公), foi um político chinês durante a dinastia Tang, servindo como chanceler durante os reinados do Imperador Suzong e do Imperador Daizong. Ele foi notado por sua natureza pacífica, mas também por sua excessiva vontade de agradar indivíduos poderosos na corte.

## Início de vida
Miao Jinqing nasceu em 685, durante o primeiro reinado do Imperador Ruizong. Sua família era da Prefeitura de Lu (潞州, aproximadamente a moderna Changzhi, Shanxi) e traçava sua ascendência ao clã real de Chu, um estado do período dos Estados Combatentes. Seus ancestrais haviam sido estudiosos confucionistas por gerações. Seu avô Miao Kui (苗夔) ele era conhecido por ter recusado nomeação para o serviço civil. Seu pai, Miao Daishu (苗殆庶), serviu como funcionário, mas apenas alcançou o cargo de secretário-geral do Condado de Longmen (龍門, na moderna Yuncheng, Shanxi). Miao Jinqing era conhecido por sua dedicação aos estudos na juventude, e ele foi capaz de passar nos exames imperiais, permitindo-lhe ingressar no serviço civil.

## Durante o reinado do Imperador Xuanzong
Em algum momento durante o reinado do filho do Imperador Ruizong, Imperador Xuanzong, Miao Jinqing iniciou sua carreira oficial como xerife do Condado de Xiuwu (修武, na moderna Jiaozuo, Henan), e depois serviu como xerife do Condado de Fengxian (奉先, próximo à capital Tang, Chang'an) – o que, dada sua proximidade com Chang'an, foi considerado uma promoção. Quanto aos defeitos de alguém com quem ele estava associado – os relatos históricos não eram claros – ele foi então rebaixado para ser um oficial de censo na Prefeitura de Xu (徐州, aproximadamente moderna Xuzhou, Jiangsu).
Após completar seu mandato na Prefeitura de Xu, seu desempenho foi julgado como de alto nível, e ele foi nomeado xerife do Condado de Wannian (萬年) – um dos dois condados que compõem Chang'an, tornando o cargo de xerife, embora de baixo escalão, uma posição muito prestigiosa. Mais tarde, ele serviu como Shiyushi (侍御史), um censor imperial de baixo nível, antes de servir sucessivamente como oficial júnior nos ministérios das finanças, defesa e assuntos do serviço civil. Em 735, ele foi promovido dentro do ministério dos assuntos do serviço civil para o cargo de Libu Langzhong (吏部郎中), servindo sob os vice-ministros. Em 736, ele e seu colega como Libu Langzhong, Sun Ti (孫逖), receberam títulos adicionais como Zhongshu Sheren (中書舍人) como funcionários de nível médio do bureau legislativo do governo (中書省, Zhongshu Sheng). Em 739, ainda carregando esses títulos, ele se tornou um dos oficiais responsáveis pela seleção de funcionários para o serviço civil.
Dizia-se que Miao era pacífico e humilde em seu caráter, e quando os reservistas discutiam com ele sobre suas comissões, independentemente de quão falantes ou argumentativos eles fossem, ele ainda tolerava seus argumentos sem desprazer. Em 741, ele foi promovido a vice-ministro dos assuntos do serviço civil (吏部侍郎, Libu Shilang). No geral, ele foi responsável pela seleção de funcionários por cinco anos. Dizia-se que, por não ser um supervisor exigente, seus subordinados estavam cometendo más condutas, incluindo aceitar subornos para comissões.
Naquela época, havia paz no reino Tang, e dizia-se que em um ano típico, mais de 10.000 homens chegariam a Chang'an para fazer os exames imperiais. O superior de Miao, o ministro dos assuntos do serviço civil, era Li Linfu, que também atuava como chanceler e concentrava esse cargo, e o ministério estava efetivamente confiado a Miao e seu colega como vice-ministro, Song Yao (宋遙). Devido ao grande número de candidatos, o Imperador Xuanzong muitas vezes selecionava também funcionários de outros ministérios para ajudar Miao e Song, esperando que, assim, o processo de exame pudesse ser justo.
Em 743, enquanto Miao e Song ainda estavam no comando, houve um grande escândalo no processo de exame. Naquele ano, Zhang Shi (張奭), filho do vice-censor-chefe imperial, Zhang Yi (張倚), foi um dos candidatos. Miao e Song sabiam que Zhang Yi era então bem confiável pelo Imperador Xuanzong e queriam agradá-lo. Quando selecionaram 64 candidatos que passaram nos exames e os classificaram, portanto, colocaram Zhang Shi como o mais alto. Era bem sabido entre os outros candidatos, no entanto, que Zhang Shi nunca estudou diligentemente, e houve muitos murmúrios. Um ex-magistrado do condado, Su Xiaoyun (蘇孝慍), soube disso e relatou ao seu ex-superior, o general An Lushan, que então era muito favorecido pelo Imperador Xuanzong. An relatou isso ao Imperador Xuanzong. O Imperador Xuanzong então reuniu os 64 candidatos aprovados e os testou pessoalmente. Menos de 20% dos candidatos foram capazes de satisfazer o Imperador Xuanzong, e, em particular, Zhang Shi, ao receber as perguntas do Imperador Xuanzong, não conseguiu escrever um único caractere em sua folha de exame. O Imperador Xuanzong, com raiva, rebaixou Miao, Song e Zhang Yi todos para serem governadores de comandos — no caso de Miao, para ser o governador do Comando de Ankang (安康, aproximadamente moderno Ankang, Shaanxi).
Em 744, Miao foi transferido para ser o governador da Comando de Wei (魏郡, aproximadamente moderno Handan, Hebei), bem como o inspetor do Circuito de Hebei (河北, ou seja, aproximadamente moderno Hebei). Ele serviu lá por três anos e dizia-se que governava bem o Comando de Wei. Após três anos, ele foi convocado de volta a Chang'an e, a seu pedido, o Imperador Xuanzong permitiu que ele visitasse seu condado natal, Condado de Huguan (壺關), no caminho. Quando chegou a Huguan, desmontou de seu cavalo e começou a andar assim que avistou os portões da sede do condado. Seu acompanhante disse a ele: "Você, Governador, é muito honrado e conhecido por suas virtudes, e não deveria se menosprezar." Miao respondeu:
De acordo com o Livro dos Ritos, "Deve-se desmontar do cavalo quando se visita um escritório do governo." Além disso, este é o condado onde meus pais viveram. Devo prestar-lhe respeito. Por que falar mais?
Assim que Miao chegou a Huguan, passou vários dias convidando as pessoas do condado para banquetes e também doou uma parte significativa de seu salário para servir como fundo educacional para os jovens. Pouco depois, foi nomeado governador do Comando de Hedong (河東, aproximadamente moderno Yuncheng, Shanxi), bem como inspetor do Circuito de Hedong (também 河東, mas referindo-se a todo o circuito, sediado em moderno Taiyuan, Shanxi). Mais tarde, foi transferido para servir como governador do Comando de Fufeng (扶風, aproximadamente moderno Baoji, Shaanxi) e criado Barão de Gaoping. Mais tarde, serviu como ministro de Obras Públicas (工部尚書, Gongbu Shangshu) e o oficial responsável pela capital oriental Luoyang. Após esse período de serviço, foi convocado de volta a Chang'an para servir como ministro da justiça (憲部尚書, Xianbu Shangshu) bem como Shangshu Zuo Cheng (尚書左丞), um dos secretários gerais do departamento de exames (尚書省, Shangshu Sheng).
Em 755, quando An se rebelou no Circuito de Fanyang (范陽, sediado em moderno Beijing) e capturou rapidamente Luoyang, o governador do importante Comando de Shan (陝郡, aproximadamente moderno Sanmenxia, Henan), abandonou seu posto sem defendê-lo. O poderoso chanceler Yang Guozhong, que não gostava de Miao, queria usar isso como uma oportunidade para tirar Miao de Chang'an e, portanto, sugeriu que, como Miao era um oficial sênior, ele seria uma boa escolha para defender Shan. O Imperador Xuanzong concordou e comissionou Miao como governador de Shan, bem como comandante das forças na região. Miao, que então tinha 70 anos e não queria assumir esse dever militar, visitou o Imperador Xuanzong para declinar esta comissão por conta da idade avançada, e ao fazê-lo, ofendeu o Imperador Xuanzong. O Imperador Xuanzong, portanto, o removeu de seu cargo e o fez se aposentar.

## Durante o reinado do Imperador Suzong
Em 756, com as forças do novo estado de Yan de An Lushan se aproximando de Chang'an, o Imperador Xuanzong fugiu de Chang'an em direção a Chengdu, sem levar a maioria dos membros de sua corte. Muitos oficiais se renderam às forças de Yan. Miao Jinqing não o fez, mas fugiu para um vale e eventualmente para o Condado de Ankang. Enquanto isso, o filho do Imperador Xuanzong e príncipe herdeiro Li Heng também não seguiu o Imperador Xuanzong, mas fugiu para Lingwu, onde foi proclamado imperador (como Imperador Suzong), um ato posteriormente reconhecido pelo Imperador Xuanzong, que assumiu o título de Taishang Huang (imperador aposentado). Enquanto as forças de Tang organizavam seu contra-ataque em 757, o Imperador Suzong avançou de Lingwu para Fengxiang (鳳翔, ou seja, a capital do Condado de Fufeng). Ele convocou Miao para sua corte e o nomeou Zuo Xiang (左相) - chefe do escritório de exames (門下省, Menxia Sheng) e um cargo considerado para um chanceler. Ele frequentemente consultava Miao sobre assuntos importantes de estado.
Mais tarde, no mesmo ano, após as forças de Tang recapturarem Chang'an e Luoyang, Miao continuou a servir como chanceler e chefe do escritório de exames — agora com o título de Shizhong (侍中). Ele também foi criado Duque de Han. Miao repetidamente solicitou aposentadoria e, em 759, como parte da reorganização dos chanceleres de Imperador Suzong, ele removeu Miao e seu colega Wang Yu de suas posições de chanceler, substituindo-os por Lü Yin, Li Xian e Li Kui. Imperador Suzong deu a Miao o cargo de Taizi Taifu (太子太傅) - conselheiro sênior do príncipe herdeiro de Imperador Suzong Li Yu. Em 760, no entanto, Imperador Suzong novamente nomeou Miao como Shizhong, devolvendo-o ao cargo de chanceler.
O Antigo Livro de Tang tinha isso a dizer sobre o estilo de governança de Miao:
Miao Jinqing foi gracioso, indulgente, íntegro e cuidadoso. Quando governava, preocupava-se apenas com os pontos principais e não se importava com falhas menores. Deixava marcas de graça por onde passava, e o povo do Condado de Wei sentiu tanto sua falta que ergueram um monumento para ele. Quando serviu como chanceler, foi cuidadoso e não ousou ofender ninguém. Era ágil, compreensivo e rapidamente compreendia os assuntos apresentados a ele. Protegia-se cuidadosamente e conseguia usar sua inteligência para se manter seguro. Aqueles que comentavam sobre ele o comparavam a Hu Guang [(胡廣, um primeiro-ministro da dinastia Han conhecido por sua cautela)].
Em 762, o Imperador Xuanzong morreu. O Imperador Suzong, que já estava doente, comissionou Miao para servir como regente por três dias enquanto lamentava. Após o próprio Imperador Suzong morrer logo em seguida, Li Yu assumiu o trono como Imperador Daizong, mas queria que Miao servisse como regente novamente por um breve período. Desta vez, Miao recusou, citando sua própria idade avançada e sua crença de que ter um regente era inapropriado dadas as circunstâncias, e o Imperador Daizong concordou.

## Durante o reinado do Imperador Daizong
Na velhice, Miao Jinqing continuou a servir como chanceler. Ele solicitou que fosse permitido relatar ao escritório dos chanceleres apenas a cada dois dias, e o Imperador Daizong concordou — e ainda permitiu que Miao entrasse no escritório em uma liteira. Ele também encontrava regularmente Miao no Salão Yanying (延英殿) — um costume que estabeleceu um precedente para os futuros imperadores e chanceleres enfermos.
Em 763, forças do Tibetano, ou Tubo, lançaram um ataque surpresa a Chang'an, e o Imperador Daizong foi forçado a fugir para o leste. Miao, estando doente, não pôde seguir o Imperador Daizong, e as forças tibetanas, que proclamaram o primo em segundo grau do Imperador Daizong, Li Chenghong o Príncipe de Guangwu, o Imperador de Tang, foram até a mansão de Miao para tentar obrigá-lo a servir Li Chenghong. Miao recusou-se a cooperar e permaneceu em silêncio. As forças tibetanas não ousaram matá-lo e o deixaram em paz.
Mais tarde, no mesmo ano, após as forças do Imperador Daizong conseguirem forçar as forças tibetanas a deixar Chang'an e remover Li Chenghong, permitindo o retorno do Imperador Daizong, Miao recebeu o título extremamente honrado de Taifu (太傅), mas foi removido de sua posição de chanceler. Ele morreu em 765 e foi enterrado com grandes honras. Inicialmente, os funcionários responsáveis pelos nomes póstumos propuseram para ele o nome póstumo de Yixian (懿獻, significando "benevolente e sábio"). Naquela época, a figura mais poderosa na corte era o chanceler Yuan Zai, que havia servido anteriormente sob Miao e era grato a ele, e ele ordenou aos funcionários que mudassem a proposta para o mais honrado Wenzhen (文貞, significando, "civil e virtuoso"). Em 772, o Imperador Daizong ordenou que Miao fosse venerado junto com o Imperador Suzong no templo do Imperador Suzong.